# باروج
باروج هي قرية في مقاطعة مرند، إيران. عدد سكان هذه القرية هو 2,340 في سنة 2006.